# Chéry-Chartreuve
Chéry-Chartreuve – miejscowość i gmina we Francji, w regionie Hauts-de-France, w departamencie Aisne.
Według danych na styczeń 2014 roku gminę zamieszkiwało 345 osób, a gęstość zaludnienia wynosiła 24,7 osób/km².